# Фрідріх Карл Гессен-Кассельський
Фрідріх Карл Людвиг Костянтин Гессен-Кассель-Румпенхаймський (нім. Friedrich Karl Ludwig Konstantin von Hessen-Kassel-Rumpenheim, Prinz zu Hessen; 1 травня 1868, помістя Панкер, Гольштейн — 28 травня 1940, Кассель) — німецький аристократ, представник Гессенського дому. Наприкінці 1918 року проголошений номінальним королем Фінляндії. Єдиний в історії країни носій цього титулу. З 1925 року — голова Гессенського дому та титульний ландграф Гессенський.

## Родовід
| Родовід Короля Фінляндії |
| - Петро, Російський Імператор - Єлизавета, Королева Фінляндії - Анна, Герцогиня Гольштейн-Ґотторпська - Петро, Король Фінляндії - Павло, Російський Імператор - Марія Павлівна, Велика Герцогиня Саксен-Веймар-Ейзенаху - Марія Саксен-Веймар-Ейзенахська, Велика Герцогиня Саксен-Веймар-Ейзенаху - Анна Прусська, Принцеса Пруссії - Фрідріх Карл Гессен-Кассельський, Король Фінляндії |

## Біографія

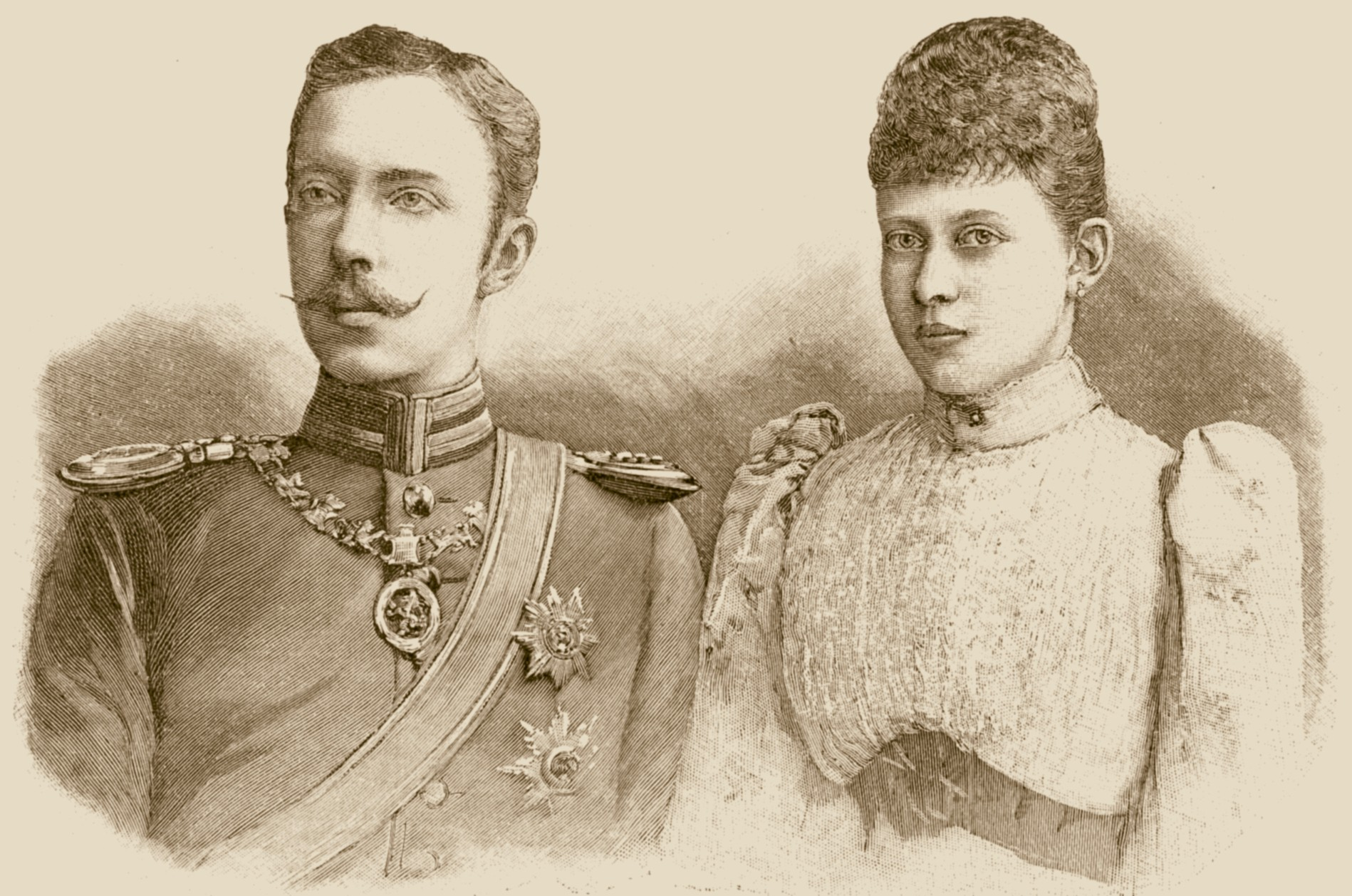
Фрідріх Карл, з дружиною

Фрідріх Карл народився в родині ландграфа Фрідріха Вільгельма Гессен-Кассельского та принцеси Анни Прусської. З роду матері був правнуком короля Фрідріха-Вільгельма III. За дружиною Фрідріх Карл був зятем германських кайзерів Фрідріха III та Вільгельма II.
6 грудня 1917 року Велике князівство Фінляндське проголосило про свою незалежність від Російської імперії. Після Громадянської війни в Фінляндії та тривалих дискусій про державний уклад Фінляндії 9 жовтня 1918 року парламент вибрав королем принца Гессен-Кассельського Фрідріха Карла.
Фінською ім'я вимовлялося як Фредерік Каарле (фін. Fredrik Kaarle). Згадуване в фінській літературі ім'я короля «Вяйне I» (фін. Väinö I), було вигадане фінським сатириком Оллі (Вяйне Нуортева).
До прибуття нового короля до Фінляндії та його коронації обов'язки голови держави повинен був виконувати «регент» — діючий фактичний керманич держави, голова Сенату П. Е. Свінгувуд.
Але через місяць після цих подій у Німеччини відбулася Листопадова революція. 9 листопада кайзер Вільгельм II втік до Нідерландів, а 11 листопада було підписано Комп'єнське перемир'я яким завершилася Перша світова війна.
Поразка Німеччини в Першій світовій війні та відречення кайзера Вільгельма II не дозволило німецькому князю залишатися на фінському престолі, й вже 12 грудня 1918 року Фрідріх Карл відрікся від корони.
У 1925 році, після зречення свого брата Олександра Фрідріха (1863—1945) внаслідок його морганатичного одруження, Фрідріх Карл стає головою Гессенського дому, та титулярним ландграфом Гессенським.
28 травня 1940 року колишній король Фінляндії помер у Касселі у 72-річному віці, від наслідків поранень отриманих в першу світову війну. Похований був у каплиці замку Кронберг.
За політичними уподобаннями Фрідріх Карл був консерватором та прихильником конституційної монархії.

## Родина
Фрідріх Карл був одружений з Маргаритою Прусською (1872—1954), донькою кайзера Фрідріха III, та сестрою Вільгельма II. З дружиною вони були троюрідними братом та сестрою, правнуками великого герцога Саксен-Веймар-Ейзенахського Карла Фрідріха, та російської великої княжни Марії Павлівни (доньки імператора Павла I), та правнуками короля Фрідріха-Вільгельма III, та його дружини Луїзи Мекленбург-Стрелицької. Фрідріх Карл та дружина мали дітей:
- Фрідріх Вільгельм Віктор (1893—1916) загинув у Румунії
- Максиміліан Фрідріх Вільгельм Георг Едвард (1894—1914) загинув у Фландрії
- Філіпп (1896—1980) одружений з Мафальдою Савойською. З 1940 року, голова Гессенського роду, та титульний король Фінляндії та Карелії.
- Вольфганг Моріц Гессенський (1896—1989) одружений з Марією Олександрою Баденською. У 1918 році, кронпринц Фінляндський. З 1940 року титульний король Фінляндський (Вяйне II)
- Ріхард (1901—1969)
- Кристоф Ернст Август (1901—1943) загинув, був одружений з Софією Грецькою та Данською

## Титули
- 1 травня 1868 — 14 жовтня 1888 Принц Гессенський
- 14 жовтня 1888 — 15 березня 1925 Спадкоємний принц Гессенський
- 9 жовтня 1918 — 14 грудня 1918 Король Фінляндії
- 15 березня 1925 — 28 травня 1940 Ландграф Гессенський

## Нагороди

### Велике герцогство Гессен
- Орден Золотого лева (Гессен) з ланцюгом (4 серпня 1885)
- Орден Людвіга (Гессен-Дармштадт), великий хрест (1 травня 1892)
- Медаль весілля великого герцога Ернста Людвіга і великої герцогині Вікторії Меліти (1894)

### Королівство Пруссія
- Орден Чорного орла з ланцюгом
  - орден (24 грудня 1892)
  - ланцюг (17 січня 1893)
- Орден Червоного орла, великий хрест

### Велике герцогство Баден
- Орден Вірності (Баден) (1902)
- Орден Бертольда I, великий хрест (1902)

### Інші країни
- Орден Альберта Ведмедя, великий хрест (Герцогство Ангальт; 1886)
- Орден Білого Сокола, великий хрест (Велике герцогство Саксен-Веймар-Ейзенахське; 1893)
- Орден Слона з ланцюгом (Данія; 24 червня 1895)
- Орден Лазні, почесний великий хрест (Британська імперія; 22 червня 1897)
- Орден «Святий Олександр», великий хрест (Третє Болгарське царство)
- Орден Спасителя, великий хрест (Грецьке королівство)
- Орден Заслуг герцога Петра-Фрідріха-Людвіга, великий хрест із золотою короною (Велике герцогство Ольденбург)
- Почесний хрест ветерана війни з мечами (Третій Рейх)